# Freimans

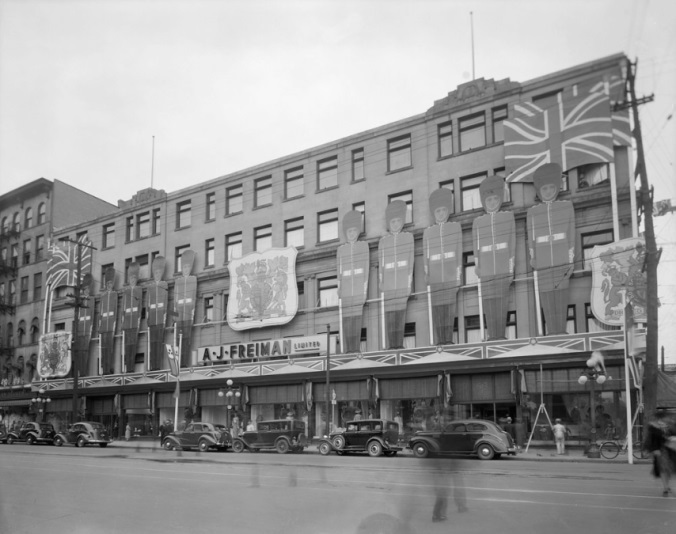
Freimans warenhuis op Rideau Street in 1938

A.J. Freiman Limited, of Freimans, was een markant warenhuis op Rideau Street 73 in Ottawa, Ontario, Canada, opgericht in 1918 door Archibald Jacob Freiman.

## Geschiedenis
Archibald Jacob Freiman werd in 1880 in Litouwen geboren en emigreerde naar Hamilton, Ontario. Het in 1918 opgerichte Freimans groeide uit tot het succesvolste warenhuis in Ottawa vanwege de prominente ligging aan Mosgrove Street en Rideau Street, de agressieve marketing en de lage prijzen. Het bedrijf exploiteerde ook winkels in de winkelcentra Westgate en St. Laurent, evenals discountwinkels onder de naam Freimart in Shoppers City West en Shoppers City East.
In 1972, toen het bedrijf nog in handen van Lawrence Freiman, de zoon van de oprichter, werd het bedrijf overgenomen door Hudson's Bay Company en veranderde de naam in 1973 in The Bay. De voormalige Freimans-winkel is anno 2024 een van de vlaggenschipfilialen van Hudson's  Bay. De aangrenzende arcade die Rideau Street verbindt met de Byward Market is,  ter ere van deze oude retailer uit Ottawa, de Freiman Mall genaamd. Daarnaast is het steegje rond de noordkant van het nabijgelegen National Arts Centre, dat toegang biedt tot de kassa, de Lawrence Freiman Lane genaamd.
Freimans was ook het middelpunt van een belangrijke strijd tegen antisemitisme. In de jaren dertig probeerde politieagent Jean Tissot uit Ottawa, die banden had met de fascistische beweging van Adrien Arcand, christelijke Canadezen op te roepen om Joodse bedrijven te boycotten. Freimans, het meest vooraanstaande Joodse bedrijf in Ottawa, stond centraal in zijn aanvallen. Freiman spande daarom een rechtszaak aan tegen Tissot, die vervolgens schuldig werd bevonden aan smaad. De felle veroordelingen van Tissot in de reguliere pers en het volstrekte onvermogen van zijn beweging om steun te vinden onder de bevolking leidden tot een duidelijke nederlaag voor het antisemitisme in Ottawa.